# Josefine Hasbo
Josefine Hasbo (* 20. November 2001 in Bording) ist eine dänische Fußballspielerin. 2020 spielte sie erstmals in der dänischen Nationalmannschaft.

## Karriere

### Verein
Hasbo startete ihre Karriere bei BSF. 2018 wechselte sie zu Brøndby IF und gewann mit dem Verein die dänische Meisterschaft 2018/19. Seit 2021 studiert sie an der Harvard University und spielt für Harvard Crimson in der Ivy League.
Auf europäischer Ebene spielte sie erstmals im Sechzehntelfinale der UEFA Women’s Champions League 2019/20. Nachdem sie mit ihrer Mannschaft bei Piteå IF mit 1:0 gewonnen hatten, reichte ein 1:1 im Rückspiel um das Achtelfinale zu erreichen. Hier verloren sie das Heimspiel mit 0:2 gegen Glasgow City FC, gewannen aber in Glasgow mit dem gleichen Ergebnis, so dass es nach 120 Minuten zum Elfmeterschießen kam, das mit 1:3 verloren wurde – sie war aber sieben Minuten zuvor ausgewechselt worden. Ein Jahr später trafen sie im Sechzehntelfinale auf Vålerenga Oslo. Aufgrund positiver COVID-19-Tests dänischer Spielerinnen wurden die für Dezember terminierten Spiele verschoben und im Februar 2021 die Partie nur durch ein Spiel in Brøndby zu entschieden. Hasbo konnte die Führung der Norwegerinnen in der 78. Minute ausgleichen, wobei es blieb und erneut ein Elfmeterschießen entscheiden musste, dass die Däninnen für sich entschieden. Im Achtelfinale schieden sie dann nach zwei Niederlagen gegen Titelverteidiger Olympique Lyon aus.
Im Juni 2025 erhielt sie einen Vertrag bei NJ/NY Gotham FC.

### Nationalmannschaft
Im November 2016 spielte sie erstmals bei zwei Freundschaftsspielen gegen Deutschland in der dänischen U-16-Mannschaft. Im März 2017 nahm sie mit der U-17-Mannschaft in Bosnien & Herzegowina an der zweiten  Qualifikationsrunde (Eliterunde) für die U-17-EM 2017 teil. Nach Siegen gegen die Gastgeberinnen und Wales verloren sie mit 1:6 gegen Norwegen und verpassten damit die Endrunde.
Ende Juni/Anfang Juli 2017 nahm sie mit der U-16-Mannschaft am Nordic Cup in Finnland teil, wo sie ihren letzten vier Einsätze für die U-16 hatte. Im September nahm sie mit der U-17-Mannschaft einen neuen Anlauf in der ersten  Qualifikationsrunde für die U-17-EM 2018. Beim Turnier in ihrer Heimat konnten sie sich als Gruppenzweite hinter Frankreich für die Eliterunde qualifizieren. Diese fand im März 2018 in Israel statt. Nach Siegen gegen Russland und die Gastgeberinnen, verloren sie mit 0:1 gegen Spanien und verpassten wieder die Endrunde.
Ende August/Anfang September 2018 nahm sie mit der U-19-Mannschaft an der ersten  Qualifikationsrunde in Liechtenstein für die U-19-EM 2019 teil. Beim 11:0 im ersten Spiel gegen die Liechtensteinerinnen erzielte sie drei Tore. Auch die weiteren Spiele gegen Griechenland und Serbien wurden ohne Gegentore gewonnen. In der Eliterunde im April 2019 konnten aber nur die ersten beiden Spiele gegen die Ukraine und Nordirland gewonnen werden, gegen  Norwegen gab es eine 0:3-Niederlage. Im Oktober 2019 spielte sie letztmals für die U-19-Mannschaft, die sich beim Turnier in der Türkei mit Siegen gegen das Kosovo und die Gastgeberinnen sowie einem torlosen Remis gegen Ungarn für die Eliterunde der Qualifikation für  U-19-EM 2020 qualifizierten. Einen Monat später kam sie zu ihrem bisher einzigen Einsatz in der U-23-Mannschaft. Die für April 2020 terminierte Eliterunde wurde wie auch die Endrunde wegen der COVID-19-Pandemie abgesagt, so dass sie zu keinen weiteren Spielen für die U-19 kam.
Beim Algarve-Cup 2020 zum sie zu ihren ersten beiden Länderspielen für die A-Nationalelf. Auf ihren nächsten Einsatz musste sie dann aber – auch bedingt durch die COVID-19-Pandemie – 18 Monate warten. Im letzten Spiel der Qualifikation für die WM 2023 am 1. September 2022 gegen Montenegro wurde sie zur zweiten Halbzeit eingewechselt und erzielte das Tor zum 5:1-Endstand. Es folgten fünf Einsätze in den nächsten acht Spielen.
Am 30. Juni wurde sie für die WM-Endrunde in Australien und Neuseeland nominiert, wurde in jedem der vier Spiele ihres Teams eingesetzt und schied mit der Mannschaft im Achtelfinale gegen die Australierinnen aus. Sie war die zweitjüngste Spielerin im Kader und eine der zwei Feldspielerinnen mit den wenigsten Länderspielen.
In der Qualifikation für die EM 2025 wurde sie in fünf der sechs Spiele eingesetzt und erzielte ein Tor. Als Zweite hinter Weltmeister Spanien qualifizierten sich die Däninnen direkt für die EM-Endrunde.
Am 20. Juni 2025 wurde sie für die EM-Endrunde nominiert. Sie kam bei den drei Niederlagen der Däninnen zum Einsatz, nach denen diese ausschieden.

## Erfolge
- 2018/19: Dänische Meisterin